# Jan-Willem van Schip
Jan-Willem van Schip (ur. 20 sierpnia 1994 w Schalkwijk) – holenderski kolarz torowy i szosowy, czterokrotny medalista torowych mistrzostw świata.

## Kariera
Największe sukcesy w karierze osiągnął w 2018 roku, kiedy zdobył dwa medale podczas mistrzostw świata w Apeldoorn. Najpierw zdobył srebrny medal w wyścigu punktowym. Przegrał tam tylko z Cameronem Meyerem z Australii. Następnie zajął drugie miejsce w omnium, rozdzielając na podium Polaka Szymona Sajnoka i Simone Consonniego z Włoch. Startuje także w zawodach szosowych.